# Carbrunneria windsorana
Carbrunneria windsorana är en kackerlacksart som först beskrevs av Roth, L. M. 1991.  Carbrunneria windsorana ingår i släktet Carbrunneria och familjen småkackerlackor. Inga underarter finns listade.